# Lliga de Diputacions Castellanes
La Lliga de Diputacions Castellanes va ser un marc de cooperació permanent de les diputacions castellanes, entorn de la Comissió Permanent.
La idea de crear una unitat de diputacions provincials, que en principi uniria a les onze de Castella la Vella i la Regió de Lleó, va partir de Benito Sanz Encabo, president de la Diputació Provincial de Sòria el 1912, durant la celebració del Congrés Agrícola de Burgos (1912). A l'efecte de discutir la proposta, representants d'onze diputacions castellanes es van reunir a la Diputació de Madrid el desembre de 1912.
El diari ABC de 6 de desembre de 1912 expressava així el projecte de Lliga de Diputacions Castellanes: "Al constituirse la Liga se trataba de que cesasen algunas anomalías perjudiciales a las provincias y para cuya desaparición son ineficaces las quejas de una sola de dichas Corporaciones. Por ejemplo, en Soria, paga de enseñanza la provincia al Estado 11.000 pesetas más de lo que gasta. En la misma provincia, en el correccional, hay 18 empleados para 32 reclusos, y Soria no puede dejar de tener más empleados de los que necesita".
El 1922, reunides a Burgos, les diputacions d'Àvila, Logronyo, Palència, Segòvia, Valladolid, Zamora i Burgos, amb l'adhesió de Sòria, van elaborar la Declaració de les Diputacions Castellanes a propòsit de "la implantación del nuevo régimen arancelario y, muy especialmente, con la fijación de la tarifa aduanera señalada para el trigo". Els acords presos en aquesta reunió van ser comunicats a la resta de diputacions interessades.